# Хобдей, Этель
Этель Хобдей (англ. Ethel Hobday, урождённая Шарп, англ. Sharpe; 28 ноября 1872, Дублин — 10 июля 1947, Танкертон, ныне в составе Витстабла) — ирландская пианистка. Жена альтиста Альфреда Чарльза Хобдея.
Училась в Дублине в Королевской Ирландской академии музыки, затем в Лондоне в Королевском колледже музыки у Франклина Тейлора. Дебютировала с персональным концертом в ноябре 1891 года. После замужества много выступала вместе с Лондонским струнным квартетом, в котором играл её муж, и с квартетом Спенсера Дайка, записала фортепианные квинтеты Иоганнеса Брамса и Эдварда Элгара (одни из первых полных записей камерных произведений такого масштаба; для записи квинтета Элгара в 1925 г. сам композитор рекомендовал её вместо себя). Аккомпанировала также Лайонелу Тертису, Джелли д’Араньи и Альберту Саммонсу (женатому на её дочери). 4 марта 1916 года в Лондоне впервые исполнила Сонату для виолончели и фортепиано Клода Дебюсси (с виолончелистом Чарльзом Уорик-Эвансом).